# Thạch Vân Sinh
Thạch Vân Sinh (tiếng Trung: 石云生; sinh tháng 1 năm 1940) là Đô đốc Hải quân Quân Giải phóng Nhân dân Trung Quốc (PLAN). Ông là Tư lệnh Hải quân Quân Giải phóng Nhân dân Trung Quốc từ năm 1996 đến năm 2003.

## Tiểu sử

### Thân thế
Thạch Vân Sinh sinh tháng 1 năm 1940 tại thành phố Phủ Thuận, tỉnh Liêu Ninh, người Lâm Cù, tỉnh Sơn Đông.

### Sự nghiệp
Tháng 6 năm 1956, Thạch Vân Sinh gia nhập Đoàn Thanh niên Cộng sản Trung Quốc. Tháng 7 năm 1956, ông tham gia Quân Giải phóng Nhân dân Trung Quốc.
Tháng 6 năm 1958, Thạch Vân Sinh tốt nghiệp Trường dự bị Hàng không 1 Không quân. Tháng 7 năm 1962, ông tốt nghiệp Trường Hàng không 7 Không quân. Tháng 8 năm 1962, Thạch Vân Sinh trở thành phi công Lực lượng Hàng không Hải quân. Tháng 5 năm 1964, ông được bổ nhiệm giữ chức Trung đội trưởng. Tháng 10 năm 1966, ông được bổ nhiệm làm Phó Đại đội trưởng. Tháng 10 năm 1969, ông được bổ nhiệm giữ chức Phó Trung đoàn trưởng. Tháng 9 năm 1976, ông được bổ nhiệm làm Phó Tư lệnh Lực lượng Hàng không Hạm đội Bắc Hải. Năm 1979, Thạch Vân Sinh theo học tại Học viện Chỉ huy Hải quân Trung Quốc. Sau đó, ông theo học lớp hiệp đồng tại Đại học Quốc phòng Trung Quốc.
Tháng 4 năm 1981, ông được bổ nhiệm làm Sư đoàn trưởng Sư đoàn thuộc Lực lượng Hàng không Hải quân. Tháng 6 năm 1983, ông được bổ nhiệm giữ chức Tư lệnh Lực lượng Hàng không Hạm đội Nam Hải. Năm 1988, Thạch Vân Sinh được phong quân hàm Chuẩn đô đốc. Năm 1990, ông được bổ nhiệm làm Phó Tư lệnh Lực lượng Hàng không Hải quân. Năm 1992, ông được bổ nhiệm giữ chức Phó Tư lệnh Hải quân Quân Giải phóng Nhân dân Trung Quốc. Tháng 7 năm 1994, ông được thăng quân hàm Phó Đô đốc.
Tháng 11 năm 1996, Thạch Vân Sinh được bổ nhiệm làm Tư lệnh Hải quân Quân Giải phóng Nhân dân Trung Quốc (PLAN). Ngày 21 tháng 6 năm 2000, ông được phong quân hàm Đô đốc.
Tháng 4 năm 2003, tàu ngầm điện-diesel mang số hiệu 361 Type-035 lớp Minh đã gặp nạn trong lúc tham gia tập trận làm toàn bộ thủy thủ đoàn 70 người thiệt mạng. Sau khi vụ tai nạn xảy ra, hàng loạt quan chức cấp cao của Hải quân Trung Quốc đã bị cách chức trong đó có Tư lệnh Hải quân Thạch Vân Sinh.
Thạch Vân Sinh là Ủy viên Ban Chấp hành Trung ương Đảng Cộng sản Trung Quốc khóa XV và khóa XVI.